# Palpita stenocraspis
Palpita stenocraspis es una especie de polillas perteneciente a la familia Crambidae descrita por Arthur Gardiner Butler en 1898. 
Se encuentra en Kenia y Sudáfrica.